# Laffly BSS 163 - FIN
 (décembre 2020).
Si vous disposez d'ouvrages ou d'articles de référence ou si vous connaissez des sites web de qualité traitant du thème abordé ici, merci de compléter l'article en donnant les références utiles à sa vérifiabilité et en les liant à la section « Notes et références ».
Le LAFFLY BSS - FIN est un camion de Pompiers de la marque Laffly.
FIN signifie Fourgon Incendie Normalisé.
Ce véhicule était destiné à la lutte contre les incendies, il disposait d'une double-cabine de 11 places. Le véhicule ne transportait pas d'eau, mais accueillait une motopompe portative de 30 m3 transportée dans l'un des coffres ainsi qu'une moto-pompe remorquable sur roues.
L'engin permettait une fois arrivé sur le lieu du sinistre, de mettre en œuvre :
- 1 grosse lance à 800 ml de l'engin
- ou 2 petites lances à 880 ml de l'engin
- ou 6 petites lances

Par la suite, le FIN permettait le cas échéant de faire des allées et venues (pour récupérer personnel ou matériel) ou d'évacuer d'éventuelles victimes sur brancard.

## Historique
Le dernier FIN a quitté le service en 2003, au centre de secours de La Roche-en-Brenil (Côte d'Or)

## Armement de l'engin
En personnel, le FIN se composait de :
- 1 officier ou sous-officier chef d'agrès
- 1 conducteur mécanicien
- 1 téléphoniste
- 2 équipes de 3 hommes (chef d'équipe, sous-chef et servant)
- 1 caporal d'alimentation
- éventuellement un gradé de liaison

Le matériel principal était réparti comme suit :
- 3 grandes lances
- 6 petites lances
- 400 m de gros tuyau à raison de 200 m par dévidoir
- 400 m de gros tuyau
- 200 m de petit tuyau
- 2 appareils respiratoires
- 1 inhalateur à carbogène modèle 1936
- 1 extincteur de 9l à mousse
- 1 extincteur de 1l à bromure de méthyle
- 1 échelle à coulisse 2 plans
- 1 échelle à crochet 1 plan